# Абдуллаев, Ариф Ядулла оглы
Ариф Ядулла оглы Абдуллаев (азерб. Arif Yadulla oğlu Abdullayev) — азербайджанский борец вольного стиля, бывший член национальной сборной Азербайджана. Чемпион мира 2003 года (выступал в весовой категории до 60 кг), с 2007 года — старший тренер юниорской сборной Азербайджана по вольной борьбе. Представлял Азербайджан также на летних Олимпийских играх 1996 года в Атланте и 2000 года в Сиднее. Брат олимпийского чемпиона Намика Абдуллаева. Заслуженный деятель физической культуры и спорта Азербайджана (2023).

## Биография
Ариф Абдуллаев родился 28 августа 1968 года в Баку. Впервые вольной борьбой стал заниматься в 1983 году в столичном спортобществе «Спартак» под руководством наставника Вахида Мамедова. В этом же году стал выступать на различных соревнованиях по вольной борьбе. Впоследствии выступал за клубы «Гемрюкчу» и «Нефтчи».
Ариф Абдуллаев неоднократно становился чемпионом Азербайджана. Первую же свою медаль на чемпионате Европы он завоевал в 1995 году. Тогда он удостоился «бронзы». Через год Ариф Абдуллаев повторил успех годичной давности, вновь заняв третье место. В 2002 году на чемпионате Европы, который проходил уже на его родине, в Баку, Ариф Абдуллаев снова завоевал бронзовую медаль.

### Чемпионат мира 2003
В сентябре 2003 года на проходившем в Нью-Йорке мировом первенстве Ариф Абдуллаев завоевал титул чемпиона мира. Там же он стал обладателем лицензии на предстоящие Олимпийские игры в Афинах. Однако, свою дебютную встречу он проиграл венгерскому борцу Гиоржи Волеру со счётом 1:5. В свою очередь последний проиграл свою вторую схватку албанцу Сахиту Призрени (1:3), после чего у Арифа появился шанс занять в группе первое место. Но для этого ему необходимо было победить Призрени, что, впрочем, он и сделал — 7:2. В 1/8 финала мирового первенства Ариф Абдуллаев нанёс поражение австрийцу Любошу Кикелю, а в четвертьфинале выиграл у Дамира Захартдинова из Узбекистана. В полуфинальной стадии в упорном поединке вырвал победу у индийского вольника Сушила Кумара со счётом 8:7. В финале чемпионата мира Абдуллаев переиграл спортсмена из Кубы Яндро Кинтана со счётом 5:3.